# Phrynobatrachus ukingensis
Phrynobatrachus ukingensis és una espècie de granota que viu a Malawi i Tanzània.
Està amenaçada d'extinció per la pèrdua del seu hàbitat natural.